# Rhinerrhiza divitiflora
Rhinerrhiza divitiflora là một loài thực vật có hoa trong họ Lan. Loài này được (F.Muell. ex Benth.) Rupp miêu tả khoa học đầu tiên năm 1951.